# Vestiane Dixon
Vestiane Dixon is een Surinaams songwriter. In 2024 won ze de finale van SuriPop XXII met het lied Mi Lobi bon. Ook de bijbehorende videoclip bereikte de eerste plaats.

## Biografie
Vestiane Dixon is afkomstig uit Nickerie. Nadat haar vader op haar tiende overleed, vertrouwde ze haar emoties en gevoelens toe aan het papier om over het verlies heen te komen. Sindsdien is ze blijven schrijven en vormde het vaker een manier om moeilijke momenten te verwerken. De melodie komt vanzelf in haar op als ze schrijft. Op de lagere school en de mulo zong ze mee in musicals. Op de middelbare school schreef ze de tekst op een riddim.
In het werkzame leven is ze ingenieur voor Staatsolie Maatschappij Suriname. Naast haar werk studeerde ze Mijnbouw- en Grondstoffentechniek aan de IBW University. In 2019 slaagde ze als bachelor met haar scriptie over poriedrukken in relatie tot gesteenten en afzettingen. Hiervoor onderzocht ze drie olieputten voor de Surinaamse kust.
Het componistenfestival SuriPop boeide haar al toen ze jong was en ze keek naar alle edities. Haar droom om daar zelf een keer aan mee te doen kwam op 11 oktober 2023 uit toen de jury haar lied Mi Lobi bon uit 63 inzendingen tot finalist voor SuriPop XXII koos. De finale werd op 29 juni 2024 gelanceerd in Het Bastion in Nieuw-Amsterdam en het slot werd op 3 augustus gehouden in het Nationaal Indoor Stadion in Paramaribo. Hier won ze de eerste prijs voor zowel de compositie als de videoclip. De clip werd geproduceerd door CDQ Universal. Haar lied werd gezongen in een duet van Zipporra Windzak en Rumarlo Lont en gearrangeerd door Ivan Ritfeld.